# 選老頂
《選老頂》（英語：The Mobfathers，前名：《選老坐》）是一部2016年上映的香港警匪片，由邱禮濤執導，杜汶澤、王宗堯、姜皓文、冼色麗及陳家樂領銜主演，黃秋生友情演出。

## 劇情內容
黑幫的「坐館」(龍頭)是整個幫會至高無上的總揸fit人，負責決策幫會中一切大小事務。多年來，叔父們為了維護自身利益和繼續掌控幫會大權，都會推舉一個聽命於他們的頭目來當影子坐館。一直對坐館職位虎視眈眈的「火」字堆大佬豺狼向叔父自薦成為候選人，而剛刑滿出獄的「金」字堆大佬阿七則不滿小圈子制度，大膽發起「公投選坐館」。為了要得到幫中兄弟和各堆門生的支持，豺狼和阿七各顯實力，向各方示好，又互相揭發黑材料。當幾個字堆爭得頭崩額裂之時，元老級人馬神爺究竟又在背後密謀些什麼呢？

## 演員

### 主要演員
| 演員姓名 | 角色名稱 | 介紹 |
| 杜汶澤   | 林七鋒   | 阿七 「正興」「金」字堆大佬，與豺狼競爭，「正興」話事人，並要求改變社團一直以來由叔父輩欽點坐館的作風。最後因為誤會豺狼殺害其妻兒，召集所有兄弟剷除「火」字堆，與豺狼互砍致死。       |
| 姜皓文   | 陸寶輝   | 六寶 阿七的小學同學與及左右手，得知女兒Jasmine Atkinson患有腎衰竭後，與其一同返英國。                                                                                                 |
| 王宗堯   | 豺狼     | 「正興」 「火」字堆大佬，原為警察臥底，後變節為正興字堆大佬，與阿七競爭「正興」話事人，因神爺想繼續做話事人，派刀手殺害阿七妻小，使豺狼遭到誤會，讓兩字堆打起來，最後與阿七互砍致死。 |
| 黃秋生   | 神爺     | 「正興」四叔父之首，「正興」實際的坐館，也是幕後黑手，雇用刀手殺害阿七妻小，使得「金」「火」 兩字堆打起來，最後死於癌症。                                                             |
| 冼色麗   |          | 阿七太太，遭到神爺僱用之刀手殺害。 |
| 陳家樂   |          | 徐Sir下屬 |
| 陳意嵐   | Coco     | Lap Dance表演者，阿七的「小三」 |

### 其他演員
| 演員姓名 | 角色名稱           | 介紹                                                                                               |
| 夏韶聲   | 天叔               | 「正興」四叔父之一，愛喝白蘭地。                                                                   |
| 李龍基   | 地叔               | 「正興」四叔父之一，愛喝茅台。                                                                     |
| 張武孝   | 人叔               | 「正興」四叔父之一，愛喝普洱。                                                                     |
| 趙碩之   |                    | 神爺秘書，為神爺執行命令僱用刀手，分別殺害咖啡、可樂及阿七的妻子                                   |
| 洪卓立   |                    | 豺狼心腹，與豺狼有同性戀關係。                                                                     |
| 黃德斌   | 徐sir              | 高級督察，與豺狼勾結並暗中打壓阿七。                                                               |
| 何華超   | 可樂               | 「正興」現任坐館，實際上是神爺的傀儡，疑似遭到豺狼買兇殺害，實際上是神爺因可樂虧空公款而買兇殺害。 |
| 吳浩康   | 咖啡               | 「正興」「水」字堆前任大佬，在監獄一直用計刺殺阿七未成，與阿七一同出獄時，遭到神爺雇用之刀手砍死。 |
| 劉皓嵐   | 林小七             | 阿七兒子，與阿七一同逃離刀手追殺時發生哮喘，送醫急救無效而死。                                     |
| 林偉     | 油追               | 利興大佬，與阿七爭地盤而不和                                                                       |
| 布偉傑   |                    | 名校小學校長，林小七的面試負責人                                                                   |
| 許思敏   |                    | 林小七的幼稚園校長                                                                                 |
| 蒙為亮   |                    | 神爺的主診醫生                                                                                     |
| 凌梓維   |                    | 阿七手下，兩字堆打起來時，遭砍斷一隻手臂。                                                         |
| 黃集鋒   |                    | 豺狼門生                                                                                           |
| 湯怡     |                    | 酒吧侍應                                                                                           |
| 李綺雯   | 女警               | 徐Sir下屬                                                                                          |
| 麥玲玲   | 太平紳士           | 被阿七遊說在監獄中放置色情雜誌。                                                                   |
| 羅頌欣   | 財務公司的廣告女郎 | |
| 宋宛穎   | Jasmine Atkinson   | 陸寶輝之女兒，患有腎衰竭，最後與其相認後一同前往英國治病                                           |

## 電影歌曲

### 主題曲
| 歌名       | 演唱者 | 作曲   | 填詞   |
| 〈選老座〉 | 洪卓立 | 謝霆鋒 | 陳少琪 |

## 軼事
- 由於該電影被評定為III級電影，而在電影中客串小朋友的劉皓嵐拍攝時只有6歲。因此根據法例，電影上映後他亦不能觀看這套電影，直至12年後，待他年滿18歲才能觀看。

## 分級
| 國家/地區 | 分級   |
| 香港      | III級  |
| 馬來西亞  | 18     |
| 台灣      | 限制级 |
| 新加坡    | M18    |
| 日本      | R18+   |
| 韩国      | 18     |

## 外部連結
- 選老頂的Facebook專頁
- 香港影庫上《選老坐》的資料（繁體中文）
- 開眼電影網上《選老頂》的資料（繁體中文）
- 互联网电影数据库（IMDb）上《選老頂》的资料（英文）
- 爛番茄上《選老頂》的資料（英文）
- AllMovie上《選老頂》的资料（英文）
- 黑仔粗口狂噴唔夠喉 阿澤晒馬劈吳浩康 （页面存档备份，存于）